# Ouratea costaricensis
Ouratea costaricensis är en tvåhjärtbladig växtart som beskrevs av Paul Carpenter Standley. Ouratea costaricensis ingår i släktet Ouratea och familjen Ochnaceae. Inga underarter finns listade i Catalogue of Life.